# فروندينورن
فروندينورن (بالإنجليزية: Fründenhorn)‏ هو أحد جبال سلسلة جبال الألب البرنية وجزء من القمة الأم بلويمليسالب يقع في كانتون برن، سويسرا. يبلغ ارتفاع الجبل حوالي 3369 متر، بينما يبلغ ارتفاع نتوء الجبل 198 متر.